# Tjurkgölen
Tjurkgölen är en sjö i Ronneby kommun i Blekinge och ingår i Vierydsåns huvudavrinningsområde.